# Campeonato Sudamericano de Football 1937
Il Campeonato Sudamericano de Football 1937 fu la quattordicesima edizione della Coppa America di calcio.

Fu organizzato dall'Argentina dal 27 dicembre 1936 al 1º febbraio 1937.

## Città e stadi
Tre furono gli stadi che ospitarono le gare, tutti a Buenos Aires:
| Città        | Stadio                         |
| ------------ | ------------------------------ |
| Buenos Aires | Estadio Gasómetro              |
| Buenos Aires | Estadio Brandsen y Del Crucero |
| Buenos Aires | Estadio Monumental             |

## Nazionali partecipanti
| N° | Nazione   | Iscrizione CONMEBOL | Note                         |
| -- | --------- | ------------------- | ---------------------------- |
| 1  | Argentina | 1916                | Nazione ospitante            |
| 2  | Brasile   | 1916                |                              |
| 3  | Cile      | 1916                |                              |
| 4  | Uruguay   | 1916                | Detentore Coppa America 1935 |
| 5  | Paraguay  | 1921                |                              |
| 6  | Perù      | 1925                |                              |
| 7  | Bolivia   | 1926                | Rinuncia                     |
| 8  | Ecuador   | 1927                | Rinuncia                     |
| 9  | Colombia  | 1936                | Rinuncia                     |

## Formula
La formula prevedeva che le sei squadre partecipanti si affrontassero in un unico girone all'italiana, la cui prima classificata avrebbe vinto il torneo. Per ogni vittoria si attribuivano 2 punti, 1 per ogni pareggio e 0 per ogni sconfitta.

## Risultati
| Arbitro: | Vargas |

|                                      |           |                                 |
| Roberto 7’ Afonsinho 30’ Niginho 57’ | Marcatori | 55’ T. Fernández 58’ Villanueva |

| Arbitro: | Tejada |

|                 |           |          |
| Varallo 30’ 43’ | Marcatori | 73’ Toro |

| Arbitro: | Fedrighi |

|                                                   |           |                |
| A. Ortega 9’ 79’ A. González 35’ Erico 38’ (rig.) | Marcatori | 16’ 28’ Varela |

| Arbitro: | Macías |

|                                                               |           |                                       |
| Patesko 2’ 26’ Carvalho Leite 6’ Luizinho 30’ 35’ Roberto 68’ | Marcatori | 19’ Avendaño 25’ 73’ Toro 40’ Riveros |

| Arbitro: | Vargas |

|                                      |           |                                 |
| Camaití 16’ Varela 31’ 56’ Píriz 79’ | Marcatori | 29’ T. Fernández 40’ Magallanes |

| Arbitro: | Tejada |

|                                              |           |                 |
| Scopelli 5’ 54’ Zozaya 33’ 75’ 82’ García 8’ | Marcatori | 86’ A. González |

| Arbitro: | Macías |

|  |           |                                 |
|  | Marcatori | 17’ Toro 59’ Arancibia 83’ Toto |

| Arbitro: | Macías |

|                                                    |           |  |
| Patesko 31’ 67’ Luizinho 42’ 51’ Carvalo Leite 59’ | Marcatori |  |

| Arbitro: | Tejada |

|            |           |  |
| Zozaya 55’ | Marcatori |  |

| Arbitro: | Tejada |

|                                         |           |             |
| Amarilla 15’ Flor 22’ Núñez Velloso 54’ | Marcatori | 8’ 32’ Toro |

| Arbitro: | Macías |

|                                          |           |                          |
| Carvalho Leite 36’ Bahia 72’ Niginho 77’ | Marcatori | 1’ Villadóniga 66’ Píriz |

| Arbitro: | Macías |

|                   |           |                        |
| J. Alcalde 1’ 26’ | Marcatori | 16’ Torres 70’ Carmona |

| Arbitro: | Vargas |

|                        |           |                                   |
| Varallo 63’ Zozaya 68’ | Marcatori | 5’ Ithurbide 51’ Píriz 58’ Varela |

| Arbitro: | Tejada |

|  |           |             |
|  | Marcatori | 43’ Lavalle |

| Arbitro: | Tejada |

|            |           |  |
| García 48’ | Marcatori |  |

## Classifica finale
| Pos. | Squadra   | Pt | G | V | N | P | GF | GS | DR |
| ---- | --------- | -- | - | - | - | - | -- | -- | -- |
| 1.   | Brasile   | 8  | 5 | 4 | 0 | 1 | 17 | 9  | +8 |
| 2.   | Argentina | 8  | 5 | 4 | 0 | 1 | 12 | 5  | +7 |
| 3.   | Uruguay   | 4  | 5 | 2 | 0 | 3 | 11 | 14 | -3 |
| 4.   | Paraguay  | 4  | 5 | 2 | 0 | 3 | 8  | 16 | -8 |
| 5.   | Cile      | 3  | 5 | 1 | 1 | 3 | 12 | 13 | -1 |
| 6.   | Perù      | 3  | 5 | 1 | 1 | 3 | 7  | 10 | -3 |

## Spareggio
| Arbitro: | Tejada |

|                      |           |  |
| de la Mata 102’ 112’ | Marcatori |  |

## Classifica marcatori
7 goal
- Toro.

5 goal
- Zozaya;
- Varela.

4 goal
- Luizinho e Patesko.

3 goal
- Varallo;
- Carvalho Leite;
- Píriz.

2 goal
- de la Mata, García e Scopelli;
- Niginho e Roberto;
- A. González e A. Ortega;
- Fernández e J. Alcalde.

1 goal
- Afonsinho e Bahia;
- Arancibia, Avendaño, Carmona, Riveros e Torres;
- Erico, Flor e Núñez Velloso;
- Ithurbide e Villadóniga.

## Arbitri
- José Bartolomé Macías
- Virgílio Antônio Fedrighi
- Alfredo Vargas
- Luis Alberto Mirabal
- Aníbal Tejada